# Суражский сельсовет
Суражский сельсовет — административная единица на территории Витебского района Витебской области Республики Беларусь. Административный центр — городской посёлок Сураж.

## Состав
Суражский сельсовет включает 22 населённых пункта:
- Антоновка — деревня
- Арехи — деревня
- Балаши — деревня
- Бригитполье — деревня
- Будянка — деревня
- Власово — деревня
- Дятлы — деревня
- Каспляны — деревня
- Киселёво — деревня
- Кузнецовка — деревня
- Курущани — деревня
- Марчёнки — деревня
- Моисеенки — деревня
- Перно — деревня
- Праники — деревня
- Рябово — деревня
- Слобода — деревня
- Стайки — деревня
- Стасенки — деревня
- Сураж — городской посёлок
- Ходорино — деревня
- Шапурово — агрогородок